# Circuito Brasileiro de Voleibol de Praia Feminino - Challenger de 2017
O Circuito Brasileiro de Voleibol de Praia - Challenger de 2017, também chamado de Circuito Banco do Brasil de Vôlei de Praia Challenger, foi a sexta edição da principal competição nacional de Vôlei de Praia Challenger na variante feminina, iniciado em 11 de maio de 2017.

## Resultados

### Circuito Challenger
| Evento                                                            | Ouro                                    | Prata                                 | Bronze                                | Quarto lugar                      |
| 1ª Etapa Maringá, Paraná 11 a 14 de maio de 2017.                 | / Josimari Alves Liliane Maestrini      | / Victória Tosta Tainá Bigi           | / Vanilda Leão Ângela Lavalle         | / Aline Lebioda Thaís Rodrigues   |
| 2ª Etapa Bauru, São Paulo 8 a 11 de junho de 2017.                | / Ana Patrícia Ramos Rebecca Cavalcante | / Vanilda Leão Ângela Lavalle         | / Carol Horta Juliana Silva           | / Izabel Cristina Rachel Nunes    |
| 3ª Etapa Palmas, Tocantins 6 a 9 de julho de 2017.                | / Tainá Bigi Rebecca Cavalcante         | / Izabel Cristina Rachel Nunes        | / Andrezza Chagas Andressa Cavalcanti | / Vanilda Leão Ângela Lavalle     |
| 4ª Etapa Rio de Janeiro, Rio de Janeiro 9 a 12 de agosto de 2017. | / Maria Elisa Antonelli Carol           | / Andrezza Chagas Andressa Cavalcanti | / Vanilda Leão Ângela Lavalle         | / Vitória Mendonça Juliana Simões |

## Ranking final
| Posição           | Equipe                                  | Pontuação |
| ----------------- | --------------------------------------- | --------- |
| Medalha de ouro   | / Vanilda Leão Ângela Lavalle           | 1280      |
| Medalha de prata  | / Andrezza Chagas Andressa Cavalcanti   | 1160      |
| Medalha de bronze | / Izabel Bezerra Rachel Nunes           | 1120      |
| 4                 | / Ana Patrícia Ramos Rebecca Cavalcante | 920       |
| 5                 | / Aline Lebioda Thaís Rodrigues         | 880       |
| 6                 | / Victória Tosta Tainá Bigi             | 840       |
| 6                 | / Fabíola Constâncio Fabrine Conceição  | 840       |